# Grapsicepon magnum
Grapsicepon magnum is een pissebed uit de familie Bopyridae. De wetenschappelijke naam van de soort is voor het eerst geldig gepubliceerd in 1936 door Sueo M. Shiino.